# Daisy Chain

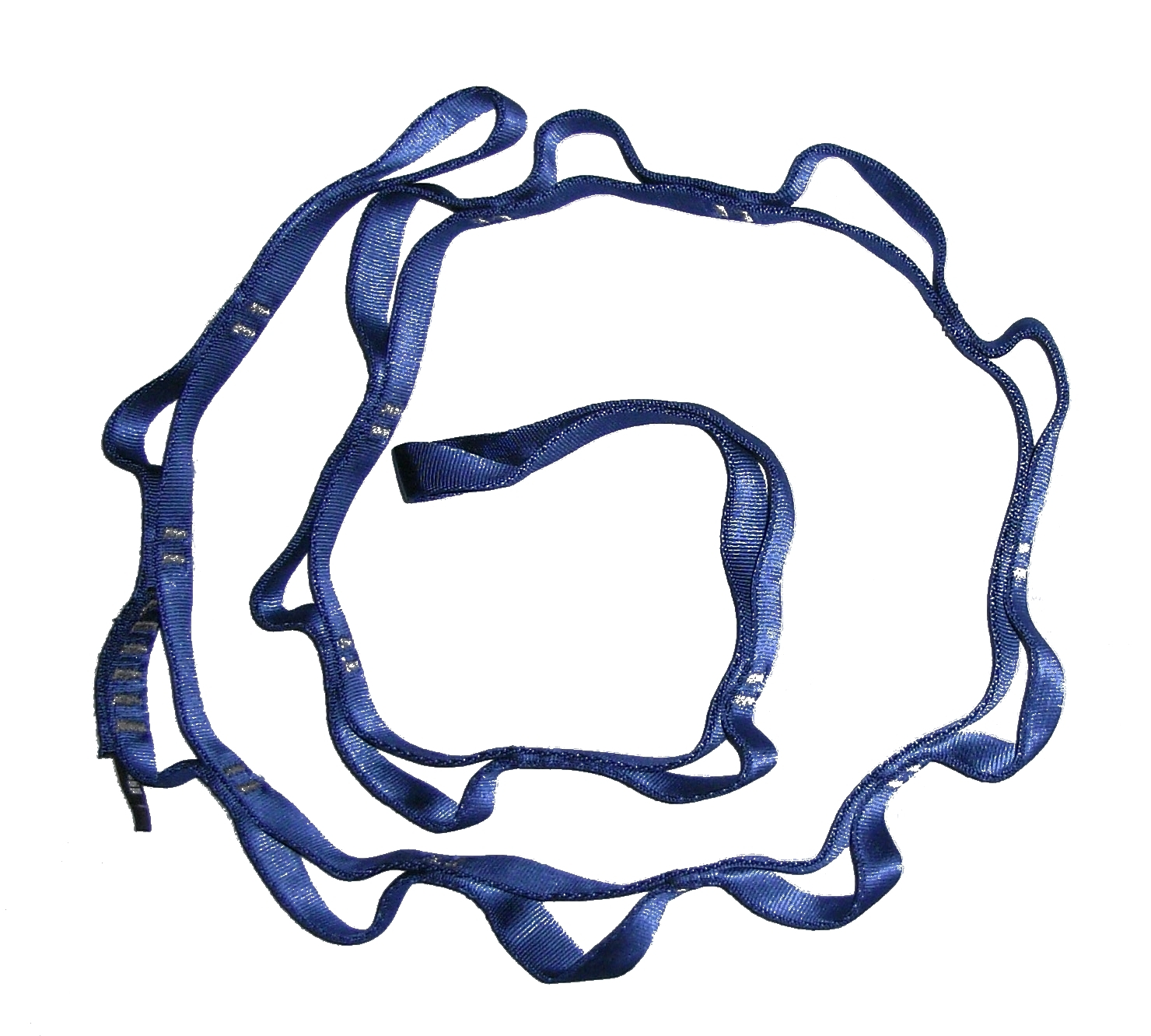
Nylonowe Daisy

Daisy – wielooczkowa pętla nylonowa lub z dyneemy używana we wspinaczce. 
Daisy bywa używane przez osoby uprawiające wspinaczkę klasyczną do szybkiego przypięcia łącznika uprzęży do punktu asekuracyjnego lub jako dodatkowe szpejarki (uchwyty przeznaczone do przypinania innego sprzętu wspinaczkowego), jednak podstawowe zastosowanie Daisy znajduje we wspinaczce techniką sztucznych ułatwień. Wspinacz prowadzący dany wyciąg łączy swoją uprząż przy użyciu daisy z punktem asekuracyjnym (używając karabinka lub haka). Dzięki temu może on swobodnie zawisnąć podczas przygotowywania kolejnego punktu asekuracyjnego. Wiele połączonych oczek pozwala na wygodną regulacje długości.
Taśma przeszyta jest co kilkanaście centymetrów w taki sposób aby powstały pętle. Wytrzymałość głównej pętli musi spełniać takie same normy, jak zwykłe taśmy wspinaczkowe (ponad 22 kN). Szwy oddzielające od siebie kolejne oczka są znacznie mniej wytrzymałe (ok 2-3 kN) w związku z czym dynamiczne obciążenie wewnętrznych oczek może spowodować ich rozprucie.
Nie należy mylić daisy z drabinkami używanymi w technice sztucznych ułatwień, które wyglądają podobnie, jednak posiadają większe pętle przeznaczone do stawiania w nich stóp. Czym innym jest również zszywany absorber energii.
Z uwagi na małą wytrzymałość szwów tworzących pętle nieprawidłowe wpięcie karabinka w Daisy może być śmiertelnie niebezpieczne.